# Adina Masjid
Adina Masjid és una mesquita en ruïnes de la ciutat de Pandua, al districte de Malda a Bengala occidental. Es considera que és la tomba de Jalal-ad-Din (1431) fill del rei hindú Ghanesh, convertit a l'islam. Està propera a la Qutb Xahid Màsjid i la dargah de Nur Qutb Alam. A les parets exteriors hi ha nínxols i estàtues d'elaboració delicada i pilars als quatre cantons. La tomba és octogonal amb arcs a cada costat; es conserven els tres mausoleus, del rei, la reina i un fill (Matsuo Ara). Fou construïda entre 1364 i 1374.